# Beszterce-Naszód (comitat)
Beszterce-Naszód (hongrois : Beszterce-Naszód [ˈbɛstɛɾtsɛnɒsoːd] ou Beszterce-Naszód vármegye ; allemand : Bistritz-Nösner ; roumain : Bistrița-Năsăud ; latin : Comitatus Bistriciensis et Nasodiensis) est un ancien comitat du royaume de Hongrie dans l'Autriche-Hongrie.

## Localisation
Le comitat de Beszterce-Naszód avait une superficie de 4 333 km2 pour une population de 127 843 habitants (densité : 29,5 hab/km2). Il s'étendait dans les Carpates orientales, dans le bassin de la Bistrița et sur le cours supérieur du Someș.
Il était limité au nord par le comitat de Máramoros, à l'est par la Bucovine et la principauté de Moldavie (puis par le royaume de Roumanie), au sud-est par le comitat de Maros-Torda, au sud-ouest par le comitat de Kolozs et à l'ouest par le comitat de Szolnok-Doboka.

## Histoire
Bistritz et Nösner étaient deux des sièges saxons de la principauté de Transylvanie, apparus au XIIIe siècle et disparus en 1711 lors de l'établissement des nouveaux Bezirke par l'empereur Charles III d'Autriche : ils formèrent alors le Bezirk de Bistritz-Nösnerland. En 1867, le Compromis austro-hongrois supprime la principauté de Transylvanie et peu après est créé le comitat de Beszterce-Naszód à partir du territoire des deux anciens sièges et de quelques villages de l'ancien comitat de Doboka.
En 1918, il a été intégré à la Roumanie, ce qui fut confirmé par le traité de Trianon en 1920. Il est devenu alors le județ de Bistrița-Năsăud. De 1940 à 1944, à la suite du deuxième arbitrage de Vienne, il a été rendu à la Hongrie. Fin 1944, il réintègre la Roumanie, ce qui a été officialisé par le traité de paix de Paris en 1947.
En 1950, il a été supprimé au profit des régions administratives de la République populaire roumaine. Lors du rétablissement des județe en 1968 il est rétabli avec des limites légèrement différentes.

## Population
En 1900, le comitat comptait 119 014 habitants dont 82 256 Roumains (69,11 %), 26 036 Allemands (21,88 %) et 8 475 Hongrois (7,12 %).
En 1910, le comitat comptait 127 843 habitants dont 87 564 Roumains (68,49 %), 25 609 Allemands (20,03 %) et 10 737 Hongrois (8,40 %).

## Organisation administrative
Le comitat était composé d'un district urbain et de quatre districts ruraux.
| District  | Chef-lieu |
| --------- | --------- |
| Beszterce | Beszterce |

| District | Chef-lieu |
| -------- | --------- |
| Besenyő  | Beszterce |
| Jád      | Jád       |
| Naszód   | Naszód    |
| Óradna   | Óradna    |